# 庫爾特·尼爾森
庫爾特·尼爾森（挪威語：Kurt Nilsen，1978年9月29日—），挪威男歌手。2003年，他在《流行偶像》（Pop Idol）挪威版（Idol）第一季奪冠。2004年，他在《世界偶像》（World Idol，匯集各國《流行偶像》冠軍的比賽）奪冠。他生於挪威第二大城市卑爾根。